# 脂肪肉瘤
脂肪肉瘤（英語：Liposarcoma），是一种由脂肪细胞在深层软组织（如腹膜后或大腿内侧）异常增生导致的癌症。脂肪肉瘤是一种罕见的恶性肿瘤，显微观察显示其与普通脂肪细胞类似。
脂肪肉瘤通常为巨大的肿瘤，并且在最大的肿瘤周围常伴有数个体积较小的肿瘤。
脂肪肉瘤与其他肉瘤一样，十分罕见。

## 症状与体征

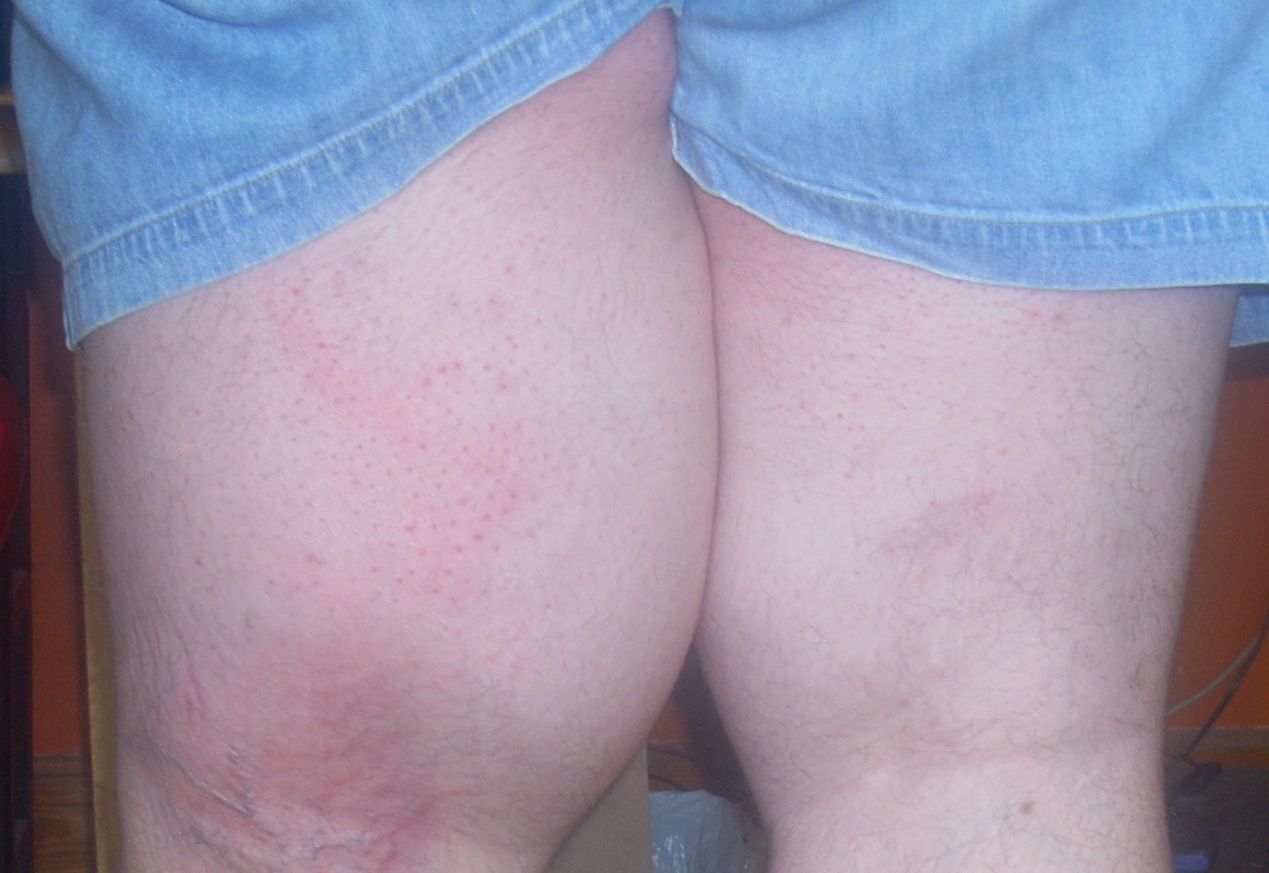
脂肪肉瘤导致的左腿肿胀

症状通常为患者报告有异物生长在软组织内，并且会导致疼痛或影响日常生活。
生长在腹膜后的脂肪肉瘤会导致体重减轻、消瘦和腹痛，并且可能由于压迫肾脏与输尿管而导致肾衰竭。

## 诊断

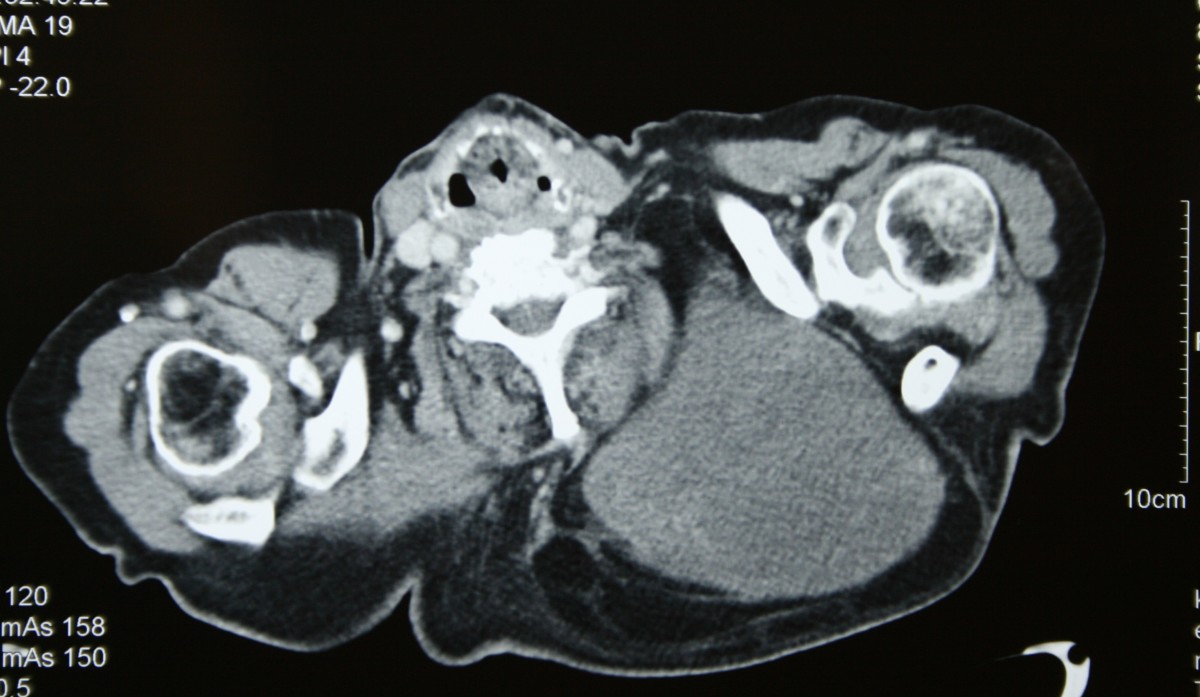
CT扫面显示一处病变，并且证明为脂肪肉瘤

公认的诊断方法为进行组织学检查，即切除并活检。活检通常会观察到成脂细胞，一种充满多个胞浆空泡，并且有由空泡导致的染色剂无法上色产生的黑色核的脂肪细胞。

### 亚型
脂肪肉瘤有多种亚型:
- 高分化脂肪肉瘤（Well-differentiated liposarcoma）, synonymous with atypical lipomatous tumor—the former term is used almost exclusively for lesions in the retroperitoneum, while the latter is used for lesions arising elsewhere
- 去分化型脂肪肉瘤—高分化型脂肪肉瘤（Dedifferentiated liposarcoma—well-differentiated liposarcoma） adjacent to a more poorly differentiated tumor
- 圆形细胞型脂肪肉瘤（粘液细胞型脂肪肉瘤）（myxoid cell liposarcoma）
- 多形型脂肪肉瘤（Pleomorphic liposarcoma）

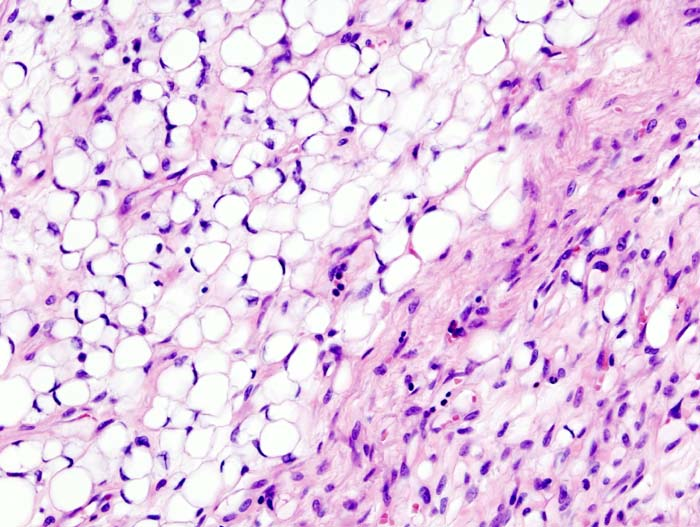
粘液细胞型脂肪肉瘤的显微图片. H&E染色.
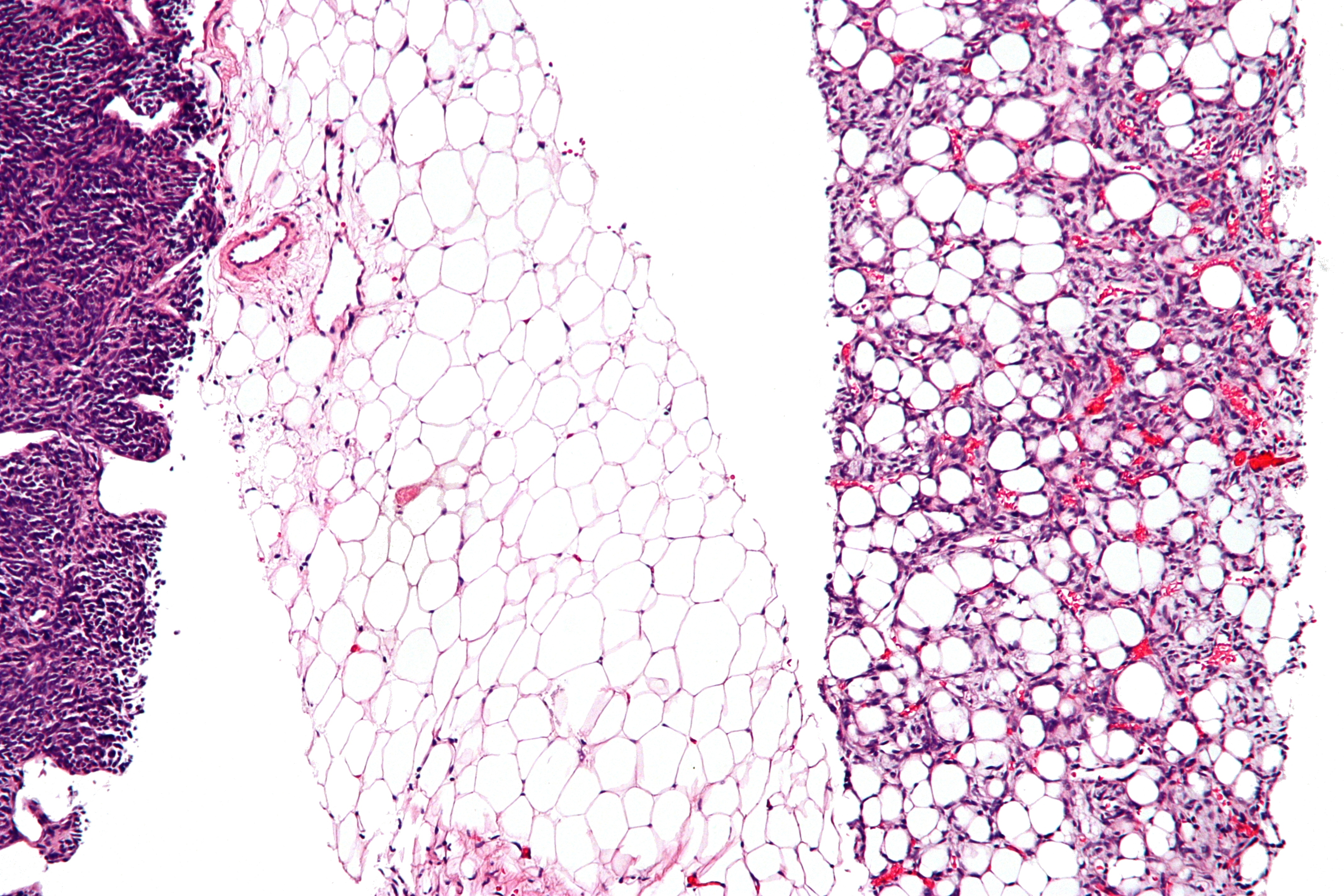
去分化型脂肪肉瘤的显微图片. H&E染色.

## 延伸阅读
- 脂肪瘤

## 引用
1. ↑  Dei Tos, Angelo P. . Annals of Diagnostic Pathology. August 2000, 4 (4): 252–66  [2016-04-29]. ISSN 1092-9134. PMID 10982304. doi:10.1053/adpa.2000.8133. （原始内容存档于2018-09-01）.
2. ↑  Bell, Teresa. . The Liddy Shriver Sarcoma Initiative. October 2012  [2015-04-22]. （原始内容存档于2018-07-09）.
3. ↑  Goldstein-Rice, E. . ESUN. 2008  [2016-04-29]. （原始内容存档于2017-12-10）.